# دنیس آبلیازین
دنیس آبلیازین (به انگلیسی: Denis Ablyazin) ژیمناست زادهٔ ۳ اوت ۱۹۹۲ میلادی اهل کشور روسیه است.